# 오슬로
오슬로(Oslo)는 노르웨이의 남부 해안에 있는 도시이자 노르웨이의 수도이다. 1048년에 바이킹 왕 하랄드 3세에 의해 건설되었다. 13세기 호콘 5세에 의하여 수도로 정해져 한자 동맹의 항구로서 번영했다. 1624년에 일어난 대화재 후에 재건되었으며 그 당시의 덴마크 왕 크리스티안 4세에 의하여 크리스티아니아(Christiania 또는 Kristiania)라고 명명되었으나, 20세기에 이르러 오슬로란 본래의 명칭으로 환원되었다. 도시의 크기는 남북 약 40km, 동서 약 20km로, 전체 면적이 매우 넓다. 도시 안에는 녹지와 숲, 공원이 많은 부분을 차지하며, 또 피오르가 들어와 있어 경치가 아름답다. 성 홀바르드를 수호성인으로 하고 있으며, 휘장에서 화살 세 개를 쥐고 있는 남자가 바로 홀바르드이다.

## 역사
노스 사가에 따르면 오슬로는 하랄 하르드라다에 의해 1048년경에 설립되었다.
호콘 5세 시대(1299~1319년)부터 수도로 이어져 왔으며, 그는 이 도시에 영구 거주한 최초의 왕이 되었다. 그는 또한 아케르스후스 요새와 오슬로 콩스가르드(Kongsgård)의 건설을 시작했다. 그로부터 1세기 후 노르웨이는 덴마크와의 동군연합에서 보조적 역할을 맡았고, 오슬로는 코펜하겐에 군주가 상주하면서 지방 행정중심지로 전락했다. 오슬로 대학교가 1811년에 설립되었다는 사실은 국가의 발전에 악영향을 끼쳤다.
오슬로는 화재로 여러 차례 파괴되었고, 1624년 크리스티안 4세는 아케르스후스 요새 부근의 만 건너 새로운 부지에 재건을 명령하고 크리스타니아(Christiania)라는 이름을 붙였다. 이보다 훨씬 전에, 크리스타니아는 노르웨이의 상업과 문화의 중심지로서의 위상을 확립하기 시작했다. 1624년부터 건설된 이 도시의 부분은 정규적이고 네모난 블록의 직교적 배치 때문에 현재는 종종 크바드라틴(Kvadraturen)이라고 불린다. 오슬로에서 일어난 마지막 흑사병은 1654년에 일어났다. 1814년 덴마크와의 연합이 해체되면서 크리스타니아는 다시 한 번 진정한 수도가 되었다.
19세기에는 왕궁(1825–1848), 국회의사당(Stortingsbygningen, 1861–1866), 오슬로 대학교, 국립극장, 증권거래소 등 많은 랜드마크가 세워졌다. 이 시기에 이곳에 살았던 세계적으로 유명한 예술가 중에는 헨리크 입센과 크누트 함순(후자는 노벨 문학상을 받았다.)이 있었다. 1850년 크리스타니아도 베르겐을 추월해 전국에서 가장 인구가 많은 도시가 되었다. 1877년에 그 도시는 크리스티아니아(Kristiania)로 개명되었다. 오슬로의 원래 이름은 1925년에 복원되었다.

## 문화

### 건축
오슬로의 상징인 시청사(Rådhuset)는 왕궁과 의회건물에서 걸어서 갈 수 있는 해안가에 위치해 있으며, 오슬로 피오르드를 한눈에 감상할 수 있다. 1915년 오슬로의 시장이 오래된 오슬로 항구에 새로운 시청사 건물을 건립해 이 지역을 새롭게 단장하고자 하여, 1920년 공사에 착수하였다. 낭만주의와 고전주의가 적절히 결합된 이 건물은 1950년에 이르러서야 완성이 되었다. 2개의 탑을 가진 이 건물의 내외벽은 노르웨이의 대표적인 예술가들에 의한 그림과 조각으로 장식되어 있다. 칼 요한 거리(Karl Johans gate)는 약 1.3km에 이르는 거리로 오슬로 중심부를 동서로 가로지르고 있는 최대의 번화가이다. 이 거리의 끝 언덕 위에 왕궁을 건립한 ‘칼 요한’ 왕의 이름을 땄다. 상점과 레스토랑이 즐비하며 중앙역과 왕궁을 연결하고, 거리의 중심에는 국회의사당이 있다. 거리의 서쪽에는 입센과 뵈른손의 동상이 서 있는 국립극장이 있다. 칼 요한스 거리 끝의 언덕에 있는 왕궁(Slottet)은 1858년 칼 요한이 완성한 것이다. 나폴레옹의 전사이며, 원래 이름은 장바티스트 베르나도트(Jean Baptiste Bernadotte)인 칼 요한은 1818년 당시 스웨덴 왕인 동시에 노르웨이를 지배했던 왕으로서, 왕궁 앞에 그의 청동 기마상이 서 있다. 궁전의 내부는 비공개이다. 오슬로 대학교(Universitetet i Oslo)은 노르웨이의 국립대학으로, 1811년 덴마크령(1397∼1814)으로부터 독립을 요구하는 노르웨이인들의 요망에 따라 프리드리히 6세가 창설하였다. 노르웨이에서 가장 오래된 대학교이며, 대강당의 E. 뭉크의 벽화가 유명하다. 오슬로 대성당(Oslo domkirke)은 칼 요한 거리에 위치해 있으며, 복음주의 루터파의 총본산이기도 하다. 1694년에 처음 착공된 후, 여러 번의 보수공사를 거쳐 현재의 청록색 탑이 있는 고전양식풍의 모습이 되었다. 18세기에 제작된 6,000개의 파이프와 음계가 104단인 파이프 오르간이 유명하다.

### 미술
비겔란드 조각공원(Vigelandsparken)은 노르웨이의 조각가, 비겔란드(Vigeland, Adolf Gustav)가 1915년부터 오슬로 시의 지원으로 지은 세계 최대의 조각공원이다. 비겔란드는 사람의 일생과 갖가지 희비를 수백 개의 청동과 화강암의 조각들로 나타내려고 했으나, 완성은 하지 못하고 죽었다. 총면적 32만 3,700m2에 인간의 탄생에서 죽음까지의 모든 삶의 모습과 감정 등이 조각으로 표현되어 있는데, 높이 17m의 하나의 화강암으로 조각한 121명의 인간 군상인 모노리트는 서로 위로 올라가려는 인간의 모습을 표현한 것으로 20년에 걸쳐 완성한 걸작이다. 인간의 본성을 나타내는 조각으로 공원에서 가장 명물로 꼽히고 있다. 프로그네르 공원(Frognerparken)이라고도 불린다.

### 박물관
노르웨이 민속 박물관(Norsk folkemuseum)은 1894년 설립된 노르웨이 최대의 야외 문화·역사 박물관이다. 노르웨이 각 지방의 전통적인 양식으로 지어진 140여 개의 목조가옥 및 옛 건축물들과 실내의 가구와 집기까지 전시되어 있어, 중세에서 근세에 이르는 노르웨이인의 생활과 문화를 접할 수 있다.12세기에 세워진 목조건물인 스타브 교회(stavkirke)와 오슬로에서 옮겨온 극작가 입센의 집이 유명하다. 바이킹 배 박물관(Vikinghuset)은 오슬로 피요르드에서 발견된 3척의 바이킹 배(오세베르그호, 고크스타호, 투네호)의 복원품이 전시되어 있는 박물관이다. 9세기 초에 건조된 오세베르그호는 이중 가장 크고 우아하며, 아름다운 조각으로 장식되어 있다. 35명의 노젓는 사람과 돛을 이용해 항해하였던 이 배는 만들어진 지 50년 정도 사용된 후 오사 여왕의 관으로 사용되었다. 길이 30m, 최대 폭 6m의 이 배에는 각종 장식품, 부엌용품, 가구류 등의 부장품이 함께 전시되어 있다. 고크스타호는 32명의 노젓는 사람과 돛으로 항해한 전형적인 바이킹 선으로 12두의 말과 6두의 개, 짐승머리로 장식된 침대, 3척의 보트 등이 함께 발견되었다. 투네호는 배 밑바닥만이 발견되었는데, 원거리 항해용으로 이용되었던 것으로 추정되고 있다. 배들의 이름은 발견된 지명을 따서 붙여졌다.

## 인구
| 연도 | 인구    | ±%      |
| ---- | ------- | ------- |
| 1500 | 2,500   | —       |
| 1801 | 8,931   | +257.2% |
| 1855 | 31,715  | +255.1% |
| 1890 | 151,239 | +376.9% |
| 1951 | 434,365 | +187.2% |
| 1961 | 475,663 | +9.5%   |

| 연도 | 인구    | ±%     |
| ---- | ------- | ------ |
| 1971 | 481,548 | +1.2%  |
| 1981 | 452,023 | −6.1%  |
| 1991 | 461,644 | +2.1%  |
| 2001 | 508,726 | +10.2% |
| 2011 | 599,230 | +17.8% |
| 2017 | 672,061 | +12.2% |

## 기후
| 오슬로의 기후                                                      | 오슬로의 기후 | 오슬로의 기후 | 오슬로의 기후 | 오슬로의 기후 | 오슬로의 기후 | 오슬로의 기후 | 오슬로의 기후 | 오슬로의 기후 | 오슬로의 기후 | 오슬로의 기후 | 오슬로의 기후 | 오슬로의 기후 | 오슬로의 기후 |
| 월                                                                 | 1월           | 2월           | 3월           | 4월           | 5월           | 6월           | 7월           | 8월           | 9월           | 10월          | 11월          | 12월          | 연간          |
| ------------------------------------------------------------------ | ------------- | ------------- | ------------- | ------------- | ------------- | ------------- | ------------- | ------------- | ------------- | ------------- | ------------- | ------------- | ------------- |
| 역대 최고 기온 °C (°F)                                             | 12.5 (54.5)   | 13.8 (56.8)   | 21.5 (70.7)   | 25.4 (77.7)   | 31.1 (88.0)   | 33.7 (92.7)   | 34.6 (94.3)   | 34.2 (93.6)   | 27.2 (81.0)   | 21.0 (69.8)   | 16.1 (61.0)   | 12.6 (54.7)   | 34.6 (94.3)   |
| 일평균 최고 기온 °C (°F)                                           | 0.1 (32.2)    | 1.1 (34.0)    | 5.3 (41.5)    | 11.0 (51.8)   | 16.7 (62.1)   | 20.4 (68.7)   | 22.7 (72.9)   | 21.3 (70.3)   | 16.4 (61.5)   | 9.6 (49.3)    | 4.4 (39.9)    | 0.9 (33.6)    | 10.8 (51.4)   |
| 일일 평균 기온 °C (°F)                                             | −2.3 (27.9)   | −1.9 (28.6)   | 1.3 (34.3)    | 6.2 (43.2)    | 11.4 (52.5)   | 15.3 (59.5)   | 17.6 (63.7)   | 16.5 (61.7)   | 12.1 (53.8)   | 6.5 (43.7)    | 2.1 (35.8)    | −1.4 (29.5)   | 7.0 (44.6)    |
| 일평균 최저 기온 °C (°F)                                           | −4.7 (23.5)   | −4.7 (23.5)   | −2.1 (28.2)   | 2.1 (35.8)    | 6.8 (44.2)    | 10.8 (51.4)   | 13.4 (56.1)   | 12.5 (54.5)   | 8.6 (47.5)    | 3.8 (38.8)    | -0.0 (32.0)   | −3.7 (25.3)   | 3.6 (38.5)    |
| 역대 최저 기온 °C (°F)                                             | −26.0 (−14.8) | −24.9 (−12.8) | −21.3 (−6.3)  | −14.9 (5.2)   | −3.4 (25.9)   | 1.4 (34.5)    | 3.7 (38.7)    | 3.7 (38.7)    | −3.3 (26.1)   | −8.0 (17.6)   | −16.0 (3.2)   | −20.8 (−5.4)  | −26.0 (−14.8) |
| 평균 강수량 mm (인치)                                              | 57.9 (2.28)   | 44.6 (1.76)   | 41.4 (1.63)   | 48.3 (1.90)   | 60.1 (2.37)   | 79.7 (3.14)   | 86.7 (3.41)   | 102.7 (4.04)  | 82.2 (3.24)   | 93.4 (3.68)   | 84.6 (3.33)   | 53.6 (2.11)   | 835.2 (32.89) |
| 평균 강설량 cm (인치)                                              | 44 (17)       | 36 (14)       | 30 (12)       | 3 (1.2)       | 0.3 (0.1)     | 0 (0)         | 0 (0)         | 0 (0)         | 0 (0)         | 0.3 (0.1)     | 8 (3.1)       | 17 (6.7)      | 138.6 (54.2)  |
| 평균 강수일수                                                      | 10.1          | 8.0           | 7.3           | 7.9           | 9.1           | 10.0          | 11.2          | 11.3          | 9.2           | 10.6          | 11.2          | 10.0          | 115.9         |
| 평균 상대 습도 (%)                                                 | 83.3          | 79.2          | 70.4          | 64.7          | 61.8          | 63.8          | 68.1          | 71.8          | 75.6          | 80.1          | 83.7          | 84.7          | 73.9          |
| 평균 월간 일조시간                                                 | 46.8          | 77.4          | 143.5         | 181.6         | 250.8         | 240.8         | 242.8         | 208.0         | 154.1         | 93.6          | 51.0          | 34.2          | 1,724.6       |
| 가능 일조율                                                        | 22            | 30            | 39            | 42            | 47            | 43            | 44            | 43            | 40            | 30            | 22            | 18            | 35            |
| 출처: 노르웨이 기상학회 (평년값: 1991년~2020년, 극값: 1937년~현재) |               |               |               |               |               |               |               |               |               |               |               |               |               |

## 자매 도시
- 스웨덴 예테보리
- 독일 슐레스비히홀슈타인주
- 대한민국 경상북도 예천군
- 남아프리카 공화국 음봄벨라
- 중국 상하이시
- 러시아 상트페테르부르크
- 리투아니아 빌뉴스
- 폴란드 바르샤바
- 대한민국 강원도 평창군

## 같이 보기
- 오슬로 협정